# 楊凌
杨凌（1972年5月24日—），出生于北京，中国男子射击运动员。在1996年亚特兰大奥运会、2000年悉尼奥运会上获得男子10米移动靶冠军，并于1996年创造奥运会纪录。在2000年米兰世界杯上获得男子10米移动靶冠军。

## 射击生涯
杨凌于1986年开始学习射击。1989年加入北京市射击队，1993年进入国家射击队。1996年亚特兰大奥运会上，杨凌夺得10米移动耙射击赛事金牌，并打破世界纪录。2000年悉尼奥运会上，杨凌以681.1环的成绩再次成为该项目的冠军，并因此成为中国射击队奥运会历史上第一位在同一项目实现卫冕的队员。
在连续两届夺得奥运会金牌后，杨凌曾作为中华人民共和国申办2008北京奥运会的代表之一，见证了申办成功的时刻，并希望能参加2008北京奥运会。但国际奥委会在2003年宣布在2008年取消移动耙这一项目。这意味着杨凌将铁定无法参加北京奥运会的赛事。2004年，当杨凌准备参加最后一届奥运会10米移动耙赛事时，却在赛前因脚部韧带断裂，从而无缘三连冠。雅典奥运会后，杨凌一度宣布退役。2007年7月17日，国际射击联合会授予他“终身射击冠军”、“射击英雄”的称号。2010年广州亚运会期间，杨凌短期复出，与队友夺得男子10米移动靶团体冠军。赛后，杨凌正式结束射击生涯。退役后的杨凌曾于2008年北京奥运会、2012年伦敦奥运会及2016年里约奥运会期间，受邀成为中国中央电视台在射击比赛现场的解说嘉宾。

## 习惯
杨凌上场不戴耳罩和眼罩，因为他称自己不怕干扰。

## 外部連結
- 杨凌全球个人官方网站